# Nakhonratchasima VC
Nakhonratchasima VC är en volleybollklubb från Nakhon Ratchasima, Thailand. Klubben grundades 2005.
De spelar sina hemmamatcher i The Mall Nakhon Ratchasima. Damlaget har vunnit Thailands volleybolliga för kvinnor fem gånger. Internationellt har de som bäst kommit tvåa i Asian Women's Club Volleyball Championship. Herrlaget har vunnit Thailands volleybolliga för herrar åtta gånger. Internationellt har de som bäst kommit fyra i Asian Men's Club Volleyball Championship.